# Matilde de Lacy (baronessa Geneville)
Matilde de Lacy, baronessa Geneville (Dublino, 1230 – Meath, 11 aprile 1304), figlia di Gilbert de Lacy (1202 - 1230) e di Isabella Bigod, acquisì il titolo di baronessa tramite il matrimonio con il secondo marito, Geoffrey de Geneville, primo barone Geneville.

## Famiglia

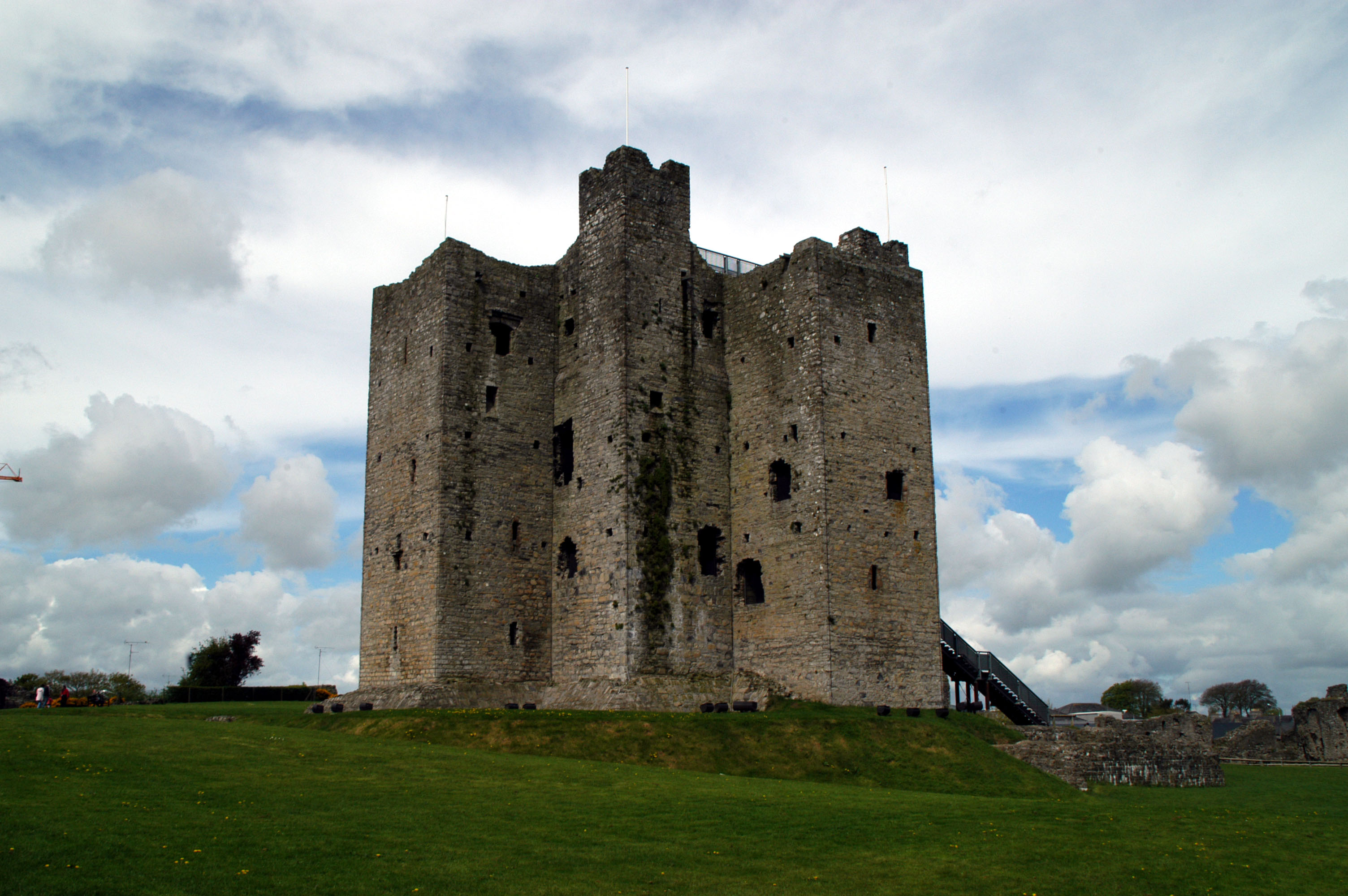
Castello di Trim

Matilde de Lacy nacque nel 1241 a Dublino, da Isabella Bigod e da Gilbert de Lacy, da parte di padre era nipote di Margaret Braose (e bis-nipote di Matilde de Braose fatta morire di fame da Giovanni d'Inghilterra) e del marito Guglielmo de Braose, IV signore di Bramber. Suoi nonni materni erano invece Ugo Bigod, III conte di Norfolk (1182 circa - 1225) e Matilde Marshal.
L'anno della sua nascita suo padre morì nel giorno di Natale, lasciando lei, due fratelli di poco più grandi e la madre diciottenne. Quattro anni dopo, il 12 aprile 1234 Isabella Bigod si risposò John FitzGeoffrey, signore di Shere e giustiziere d'Irlanda (1205 forse - 23 novembre 1258). Da questo secondo matrimonio nacquero altri sei figli.
Nei primi mesi del 1241 suo fratello maggiore Walter morì, e poco dopo lo seguì il nonno Walter de Lacy, signore di Meath lasciando Matilde e la sorella Margery eredi di un importante patrimonio e di signorie in Irlanda, nell'Herefordshire e nelle marche gallesi.

## Matrimoni
In una data imprecisata Matilde si sposò con Pierse de Genève, un parente della regina Eleonora di Provenza, arrivato alla corte inglese dopo il matrimonio della regina con il re Enrico III d'Inghilterra insieme ai cosiddetti "savoiardi" nobili francesi o piemontesi che gravitavano nella cerchia della famiglia di Eleonora. Il matrimonio diede un maschio e una femmina i cui nomi sono stati persi,
Cinque anni dopo la morte del primo marito nel 1249, l'8 agosto 1252, Matilde sposò un altro dei "savoiardi", Geoffrey de Geneville, I barone Geneville (1226 circa - 21 ottobre 1314). Sia il suo matrimonio che quello della sorella Margery vennero organizzati da re Enrico III, allo scopo di assicurarsi che le loro vaste proprietà rimanessero nelle mani di uomini fedeli alla corona. Con il matrimonio Matilde acquisì il titolo di baronessa di Geneville . Nel giorno delle nozze un documento del re attribuì ai coniugi ed ai loro eredi i diritti sulla signoria di Meath, in Irlanda, confermando a Matilde il possedimento che già era stato di suo nonno, Walter de Lacy. Marito e moglie andarono a vivere al castello di Trim ed amministrarono le loro proprietà insieme, più tardi ne donarono una parte all'abbazia di Dore.
Allo scoppio della seconda guerra dei baroni il marito si schierò con il re e combatté contro i rivoltosi capeggiati da Simone V di Montfort alla battaglia di Evesham. Era al castello di Ludlow quando il principe Edoardo vi giunse dopo essere scappato dalla prigionia grazie all'aiuto di Matilde de Braose, parente alla lontana di suo padre. Quando nel settembre 1273 il principe divenne re come Edoardo I d'Inghilterra nominò Geoffrey giustiziere d'Irlanda, titolo che tenne per tre anni. Fu convocato dal Parlamento come I barone Geneville il 6 febbraio 1299.
Dal marito Matilde ebbe almeno tre figli:
- Geoffrey de Geneville (morto nel 1283)
- Piers de Geneville, di Trim e Ludlow (1252 - poco prima del giugno 1292), sposò in prime nozze Giovanna di Lusignano, una delle sue figlie fu Giovanna de Geneville, II baronessa di Geneville
- Giovanna de Geneville (morta nel 1287)

Nel 1283 il loro figlio maggiore morì e Matilde donò al secondogenito Piers le terre di cui disponeva in Inghilterra e in Galles compresi i relativi castelli.
Le cronache riportano Matilde come una donna dal pensiero indipendente che accompagnò spesso il marito nei suoi viaggi, incluso uno a Roma presso il papa Nicola IV nel 1290, anno in cui compiva i sessant'anni. Gelosa delle proprie proprietà era disposta a discutere per difenderle, indipendentemente da chi fosse la causa della lite, se la Chiesa, l'amministrazione di Dublino o i suoi stessi parenti.
Matilde morì a Trim l'11 aprile 1304 e suo marito la seguì dieci anni dopo.
Erano sopravvissuti a tutti i loro figli.